# Resolució 1815 del Consell de Seguretat de les Nacions Unides
La Resolució 1815 del Consell de Seguretat de les Nacions Unides fou adoptada per unanimitat el 2 de juny de 2008. El Consell va ampliar el mandat de la Comissió Internacional Independent d'Investigació, que investiga l'assassinat de l'ex primer ministre del Líban, Rafik Hariri i altres atacs, fins al 31 de desembre de 2008.
El Consell, però, va deixar oberta la possibilitat de rescindir el mandat abans, si la Comissió informava que havia completat l'execució d'aquest mandat.
La Comissió Internacional d'Investigació Independent va ser creada el 7 d'abril de 2005 per la resolució 1595 (vegeu el comunicat de premsa SC/8353) amb l'aprovació del Govern del Líban per investigar en tots els seus aspectes l'atac terrorista que va causar la mort al Sr. Hariri i altres, ferides a nombroses persones, inclòs ajudar a identificar els seus autors, patrocinadors, organitzadors i còmplices.